# Thiếu Khang
Thiếu Khang (chữ Hán: 少康) là vị vua thứ sáu của nhà Hạ trong lịch sử Trung Quốc. Ông là người có công trung hưng nhà Hạ, vốn đã mất ngôi chính thống 4 đời.

## Thân thế
Thiếu Khang là con Hạ Tướng. Từ đời vua Thái Khang, nhà Hạ đã bị Hậu Nghệ cướp ngôi, phải lưu vong ở nước Châm Tầm. Tới đời Tướng là ba đời, bị Hàn Trác (người cướp ngôi Hậu Nghệ) đánh đến Châm Tầm và giết chết. Mẹ Thiếu Khang là Hậu Mân khi đó đang có mang ông, trốn qua lỗ tường thoát nạn và sau đó sinh ra ông.

## Trung hưng nhà Hạ
Thiếu Khang chạy đến nước Hữu Nhưng xin làm đầu bếp. Vua Hữu Nhưng thấy ông tài giỏi, lại là dòng dõi nhà Hạ nên rất quý trọng ông, phong ông làm chức Mục chính, quản lý toàn bộ gia súc của vua. Vua Hữu Nhưng cũng luôn nhắc nhở Thiếu Khang không quên mối thù mất ngôi của nhà Hạ và giúp sức cho ông, tổ chức lực lượng để quay về đánh Hàn Trác, khôi phục nhà Hạ.
Hàn Trác nghe tin con của Hạ Tướng còn sống và muốn chống lại mình, bèn sai hai con là Hàn Kiêu và Hàn Ế đi đánh Hữu Nhưng. Vua Hữu Nhưng bèn thả cho Thiếu Khang bỏ trốn.
Thiếu Khang trốn thoát sang nước Hữu Ngu là dòng dõi của vua Thuấn, lại được vua nước Hữu Ngu giúp đỡ. Ông quy tụ lực lượng chống lại Hàn Trác.
Trong khi đó, một quý tộc nhà Hạ khác là Thần Mi cũng bỏ trốn đến nước chư hầu cùng họ là nước Hữu Cách. Mỵ cũng là người thông minh tài giỏi, nghĩ cách báo thù cho nhà Hạ. Thần Mi thu thập những quân sót lại của nước Châm Tầm và nước Bá Minh từng bị Hàn Trác diệt trước đây, tập hợp lại để đối phó với Hàn Trác. Năm 2080 TCN, Thần Mi nghe tin Thiếu Khang là dòng dõi nhà Hạ đang chuẩn bị lực lượng ở nước Hữu Ngu nên rất mừng. Thần Mi liên lạc với Thiếu Khang cùng tiến quân trở về kinh thành.
Hàn Trác tàn bạo mất lòng dân, quân đội dưới quyền không muốn liều chết. Vì thế khi quân của Thiếu Khang và Thần Mi kéo đến, quân Hàn Trác bỏ chạy. Trác bị Thiếu Khang bắt sống và xử tử.
Hàn Trác vốn phong cho Kiêu ở nước Quá và Ế ở nước Qua để làm vây cánh. Thiếu Khang sau khi giết được Hàn Trác lại đem quân đi diệt nước Quá, giết chết Kiêu. Ông sai con là Trữ đi đánh nước Qua của Ế. Trữ dùng mưu dụ Ế ra ngoài thành giết chết, tiêu diệt nước Qua.
Thiếu Khang thống nhất thiên hạ trở lại dưới quyền nhà Hạ. Tính từ Thái Khang đến Thiếu Khang, nhà Hạ bị mất ngôi chính thống 4 đời.
Năm 2058 TCN, Thiếu Khang qua đời, ở ngôi được 23 năm. Con ông là Trữ lên thay.